# Włocławek
Włocławek je mesto v osrednji Poljski ob reki Visli (Wisla) in meji na Krajinski park Gostynin-Włocławek. Po podatkih iz decembra 2021 ima mesto 106.928 prebivalcev. Je v Kujavsko-Pomoranskem vojvodstvu in je tretje največje mesto v Kujaviji za Bydgoszczem in Torunjo.

## Zgodovina
Zgodovina Włocławeka sega v pozno bronasto dobo in zgodnjo železno dobo (1300 pr. n. št.–500 pr. n. št.). Arheološke raziskave na trenutnem mestu mesta so odkrile ostanke naselbine iz lusatanske kulture ter dokaze o naselbinah zgodnje pomorske kulture. Na območju so bile odkrite tudi sledi dodatnih naselbin iz rimskega obdobja in zgodnjega srednjega veka.
Mesto je dobilo pravice mesta leta 1255. Med 14. in 15. stoletjem je bilo mesto večkrat uničeno in zavzeto s strani Tevtonskih vitezov, ki so mu dali ime Leslau. Mesto je bilo del večjega poljskega ozemlja Krajina Brześć Kujawski v Velikopoljski provinci poljske krone.
Med drugo svetovno vojno je bilo mesto okupirano s strani nemških vojakov, ki so vstopili v mesto 14. septembra 1939. Med nemško okupacijo je bilo mesto preimenovano v Leslau in pripojeno k Tretjemu rajhu. Med vojno je bilo v mestu izvršenih več pokolov in uničenj, vključno z uničenjem judovskega prebivalstva.
Po vojni je bil Włocławek osvobojen 20. januarja 1945 s strani sovjetskih vojakov. Del mesta je bil uničen, vendar so bile tovarne in delavnice obnovljene v naslednjih desetletjih.

## Włocławek danes
Danes je najpomembnejša industrija v Włocławeku kemična industrija, proizvodnja pohištva in predelava hrane. Je tudi del posebne gospodarske cone z območji brez davka in spodbudami za investitorje. Mesto ima tudi zgodovinske spomenike, kot so Bazilika katedrala Marijinega Vnebovzetja, Stolp sv. Marije in Park Henryka Sienkiewicza.